# Grzegorz (egzarcha)
Grzegorz Patrycjusz (grec. Γρηγόριος, łac. Flavius Gregorius, zm. 647) – egzarcha Kartaginy w latach 641(?) do 647 roku.

## Życiorys
Był kolejnym egzarchą Kartaginy. Na przełomie 646/647 wypowiedział posłuszeństwo cesarzowi Konstansowi II. Jego uzurpacja zakończyła się klęską zadaną przez Arabów pod Sufetulą. 